# 小栗通
小栗通（おぐりどおり）は、愛知県名古屋市中川区の地名。

## 歴史

### 沿革
- 1930年（昭和5年）3月10日 - 中区露橋町の一部により、同区一色通（いっしきどおり[3]）が成立[4]。
- 1934年（昭和9年）2月1日 - 中区露橋町の一部および一色通の全域により、同区小栗通が成立[4]。
- 1937年（昭和12年）10月1日 - 中村区編入により、同区小栗通となる[4]。
- 1942年（昭和17年）1月15日 - 中村区米野町の一部を編入する[4]。また、一部が運河通に編入される[5]。
- 1944年（昭和19年）2月11日 - 中川区編入により、同区小栗通となる[4]。
- 1973年（昭和48年）11月10日 - 中川区豊成町・月島町・舟戸町・愛知町にそれぞれ編入され消滅[4]。